# Калиновка (Красносулинский район)
Калиновка — хутор в Красносулинском районе Ростовской области.
Входит в состав Комиссаровского сельского поселения.

## География

### Улицы
- ул. Калинина,
- пер. Бригадный.

## Население
| 2010 |
| ---- |
| 94   |